# گاوین کریل
گاوین کریل (انگلیسی: Gavin Creel؛ ‏۱۸ آوریل ۱۹۷۶  – ۳۰ سپتامبر ۲۰۲۴) بازیگر، خواننده، ترانه سرا و تهیه‌کننده فیلم اهل ایالات متحده آمریکا بود. وی از سال ۱۹۹۷ میلادی تا سال ۲۰۲۴ مشغول فعالیت بوده‌است.
وی همچنین برندهٔ جوایزی همچون جوایز لارنس الیویه شده‌است.

## زندگی شخصی
کریل یک همجنس گرا بود. وی همچنین یکی از بنیانگذاران، همراه با روری اومالی و جنی کانلوس، گروه برادوی ایمپکت ، یک گروه فعال دگرباشان جنسی بود که جامعه تئاتر نیویورک را در پیگیری برابری ازدواج بسیج کرد. او یکی از فارغ التحصیلان گروه کر نمایش فایندلی بود. 